# Yasmin Lee
Yasmin Lee (ur. 3 czerwca 1983 w Tajlandii) – amerykańska aktorka pornograficzna i modelka pochodzenia kambodżańskiego. Występowała również jako Nohealani, Nohea Lani, Yasimine Lee i Yasmine.

## Życiorys

### Wczesne lata
Urodziła się w Tajlandii jako chłopiec o imieniu Kosal w wielodzietnej rodzinie uchodźców kambodżańskich o tajskich i chińskich korzeniach. Jej przyjście na świat odbyło się w ekstremalnych warunkach w dżungli, gdzie jej rodzina ukrywała się po ucieczce z obozu koncentracyjnego w Kambodży. Jej rodzice przeprowadzili się z Tajlandii na Filipiny, zanim ostatecznie osiedlili się w hrabstwie Orange w stanie Kalifornia, gdzie przyjęła obywatelstwo amerykańskie. W wieku 18 lat Yasmin zaciągnęła się do amerykańskiej marynarki wojennej, ale wkrótce potem opuściła ją z powodu molestowania seksualnego, aby rozpocząć karierę jako artysta estradowy. Miała niespełna 20 lat, gdy zaczęła brać żeńskie hormony, dzięki którym jej ciało podlegało stopniowej feminizacji. Pracowała jako wizażystka dla hollywoodzkich aktorek i wideoklipów. 

### Kariera w branży porno
Jej kariera aktorki w filmach porno zaczęła się niespodziewanie. Na początku pracowała jako asystentka reżysera przy produkcji filmów pornograficznych z transpłciowymi aktorkami. W dniu kiedy jedna z aktorek nie stawiła się do pracy, Yasmin zajęła z powodzeniem jej miejsce. Od 2004 jej kariera nabrała rozpędu. Była dwukrotnie nominowana do AVN Award za pracę w pornografii transseksualnej. 

### Działalność poza przemysłem porno
Była wielokrotnie zapraszana do różnych programów telewizyjnych, w tym: The Tyra Banks Show.
W 2011 wystąpiła w horrorze Red Ice jako Sukkub i komedii Kac Vegas w Bangkoku (The Hangover Part II) w roli Kimmy. Znalazła się też w obsadzie komedii Promoted (2015) jako Ying u boku Samma Levine i Estelle Harris.
Jest członkinią American Civil Liberties Union (ACLU) – amerykańskiej organizacji non-profit, której celem jest ochrona praw obywatelskich.

## Nagrody i nominacje
| Rok  | Nagroda                         | Kategoria                                            | Film                                                              | Inni wykonawcy | Rezultat  |
| ---- | ------------------------------- | ---------------------------------------------------- | ----------------------------------------------------------------- | -------------- | --------- |
| 2009 | Tranny Awards                   | Najlepsza wykonawczyni                               | –                                                                 | –              | Nominacja |
| 2009 | Tranny Awards                   | Najlepsza modelka strony internetowej                | –                                                                 | –              | Nominacja |
| 2010 | Tranny Awards                   | Najlepsza modelka strony internetowej                | –                                                                 | –              | Nominacja |
| 2011 | Tranny Awards                   | Nagroda Kink dla Kinkiest Tgirl Domme                | –                                                                 | –              | Wygrana   |
| 2012 | AVN Award                       | Crossoverowa gwiazda roku                            | –                                                                 | –              | Nominacja |
| 2012 | AVN Award                       | Transseksualny wykonawca roku                        | –                                                                 | –              | Nominacja |
| 2016 | Transgender Erotica Awards Show | Najlepsza modelka hardcore                           | –                                                                 | –              | Nominacja |
| 2016 | Transgender Erotica Awards Show | Najlepsza scena                                      | Devastatingly Gorgeous Secretary Punishes Sexist Boss Pig! (2015) | Kyle Mason     | Wygrana   |
| 2020 | AVN Award                       | Nagroda fanów: Ulubiona transseksualna gwiazda porno | –                                                                 | –              | Nominacja |